# Кременки (Лысковский район)
Кременки — деревня в Лысковском районе Нижегородской области, входящая в состав Барминского сельского совета. Историческое поселение регионального значения.

## География
Находится в 120 км к востоку от Нижнего Новгорода по трассе M7. Стоит на правом берегу Волги.

## Население
| 2002 | 2010 |
| ---- | ---- |
| 551  | ↘417 |

## История
Кремёнки впервые упоминаются в жалованной грамоте царя Михаила Фёдоровича от 20 января 125 (1617) года, которая дошла до нас в составе Писцовой книги Лодыгина 1621-23 гг.
В царской грамоте читаем: «Государь царь и великий князь Михайло Федорович всеа Русии пожаловал боярина князя Ивана Михайловича Воротынского старою отца ево вотчиною в Нижегородцком уезде в Закудемском стану село Княинино да к тому селу деревни…на берегу реки Волги Исады Злобинские, селище Кременки, селище Бармино,…».
В самой Писцовой книге 1621-23 гг. Кремёнки фигурируют как пустошь, которая «поросла болшим лесом».
Затем Кремёнки упоминаюттся в духовной грамоте князя  Ивана Михайловича Воротынского: «…в Нижегородцком уезде село Княинино з деревнями, да сельцо Воротынескъ, да сельцо Троецкое Бармино то ж, да Фокино селище и Кременки с пустошьми»; духовная датирована 1626—1627 гг.